# 加色丁禮天主教摩蘇爾總教區
加色丁禮天主教摩蘇爾總教區（拉丁語：Archieparchia Mausiliensis Chaldaeorum）是伊拉克一個東儀天主教總教區（加色丁禮），直屬聖座。
1830年加色丁禮宗主教設教座於摩蘇爾。1960年遷至巴格達，摩蘇爾降為教區。1967年2月14日升為總教區。2009年有教友16,815人，下轄十三個堂區、十四名司鐸。現任總主教為納吉·彌額爾·穆薩。

## 外部連結
- Giga-Catholic Information （页面存档备份，存于）
- Catholic Hierarchy.org entry（页面存档备份，存于）